# Акабира
Акаби́ра (яп. 赤平市 Акабира-си) — город в Японии, находящийся в округе Сорати губернаторства Хоккайдо. Площадь города составляет 129,88 км², население — 11 511 человек (30 июня 2014), плотность населения — 88,63 чел./км².

## Географическое положение
Город расположен на острове Хоккайдо в губернаторстве Хоккайдо. С ним граничат города Такикава, Сунагава, Асибецу, Фукагава, Утасинай.

## Население
Население города составляет 11 511 человек (30 июня 2014), а плотность — 88,63 чел./км². Изменение численности населения с 1980 по 2005 годы:
| 1980 | 25 467 чел. |  |
| 1985 | 22 645 чел. |  |
| 1990 | 19 409 чел. |  |
| 1995 | 17 351 чел. |  |
| 2000 | 15 753 чел. |  |
| 2005 | 14 401 чел. |  |

## Символика
Деревом города считается клён, цветком — хризантема, птицей — Parus varius.